# László Somfai
László Somfai (Jászladány, 1934) is een Hongaars musicoloog.
Somfai studeerde eerst muziekgeschiedenis, waarin hij in 1959 afstudeerde met een scriptie over het muzikale idioom van de klassieke strijkkwartetten van Joseph Haydn. Vervolgens promoveerde hij in de musicologie.
He is docent aan de Franz Liszt Muziekacademie, waar hij specialist is in de klassieke stijl, Haydn en Béla Bartók. Hij heeft ook lesgegeven aan de City University of New York en de University of California, Berkeley.
Tot zijn werk behoort de BB-catalogus van de composities van Bartók.